# Frankiści
Frankiści – zwolennicy Jakuba Franka, członkowie żydowskiej grupy religijnej, sekty heretyckiej w stosunku do judaizmu. Sekta istniała w drugiej połowie XVIII wieku do około 1820 roku, głównie na terenach południowej Polski oraz w Czechach, Austrii, Turcji, Rumunii i południowych Niemczech. Frankizm jako ruch religijno-społeczno-polityczny cechował się asymilacją, powierzchownością, synkretyzmem, mesjanizmem i ezoteryzmem.

## Historia
Za początek frankizmu uznaje się rok 1755, kiedy to Jakub Frank po powrocie z Turcji ogłosił, że jest Mesjaszem. Korzenie frankizmu znajdują się w sabataizmie i mesjanizmie żydowskim XVII i XVIII wieku. Frankiści odrzucali prawo Mojżeszowe i Talmud, a opierali się na kabalistycznej księdze Zohar i jej sabataistycznych interpretacjach. Frank miał być trzecim po Sabataju Cwi i Baruchji Russo Mesjaszem, utożsamianym z Jezusem Parakletem – ostatecznym zbawicielem.
W okresie po konwersji na katolicyzm przestano uznawać Franka za Mesjasza. Sabataj Cwi i Baruchja Russo zostali odpowiednikami Abrahama i Izaaka, przygotowującymi misję Franka. Stało się nią uwolnienie Panny (Szechiny, czyli obecności bożej) z wizerunku chrześcijańskiej Panny Marii i służenie jej jako naczynie, zanim połączy się ona z Wielkim Bratem, co zapoczątkuje okres mesjański. Frankiści utożsamiali bowiem swego Dobrego Boga, Ejn-Sof (hebr. Nieskończony), Wielkiego Brata, odpowiednik kabalistycznej sefiry Tiferet (hebr. Piękno) i Pannę, odpowiednik kabalistycznej Szechiny (hebr. Obecność boża) z Trójcą Świętą. Konieczność uwolnienia Szechiny usprawiedliwiała przejście na katolicyzm, który był „ostatnią zasłoną” oddzielającą od Boga. W zewnętrznej formie obrzędowości frankiści nawiązywali do religii edomickiej. Talmudyści zarzucali im praktyki orgiastyczne.
Niektórzy z polskich hierarchów katolickich, zachęceni przychylnym stanowiskiem frankistów wobec katolicyzmu, dostrzegli możliwość doprowadzenia do ich konwersji, co miało zapoczątkować chrystianizację żydów. Częściowo nie rozumiejąc zawiłości nauk Franka i celów frankistów, a w części mając nadzieję na oddziaływanie „prawdziwego Słowa Bożego”, które mieli poznać frankiści dogłębnie przed przyjęciem chrztu, biskupi popierali frankistów przeciwko tradycjonalistycznej większości talmudystów. W celu powiększenia liczby zwolenników Franka biskup kamieniecki Mikołaj Dembowski zorganizował w 1757 roku dysputę między frankistami a talmudystami w Kamieńcu Podolskim. Dysputa zakończyła się spaleniem ksiąg talmudystów. Po śmierci biskupa Dembowskiego w tym samym roku, Jakub Frank z grupą zwolenników udał się na Wołoszczyznę w obawie przed zemstą talmudystów. Tam przyjęli oni islam.
W 1758 roku król August III Sas zezwolił na ich powrót do Polski, obiecując wzięcie w opiekę. W 1759 roku została zorganizowana we Lwowie kolejna dysputa z talmudystami, w której frankiści oskarżali tych ostatnich o mord rytualny. Po dyspucie kilkuset frankistów przyjęło chrzest. Zostali oni obsypani łaskami i przywilejami w celu zachęcenia kolejnych. Niektórzy zostali zapewne przez swych rodziców chrzestnych adoptowani do herbu, co było pozbawione znaczenia prawnego, wobec przepisów według których nobilitacji mógł dokonać jedynie Sejm. Sam Frank począł się tytułować generosus (łac. urodzony, czyli szlachcic), co spowodowało protesty ze strony szlachty. Sejm konwokacyjny (1764) roku uregulował ich status następująco:
Neofici, lub od nich descendentes (pochodzący) którzy by się do miejskiej kondycyi udać chcieli i byli sposobnymi, tych wszystkich wolności jako i szlachetni mieszczanie używali, a którzy by około roli pracować chcieli, aby czynsz z tejże roli i gruntu przyzwoity, panom gruntu tego własnym płacili, a jeśliby się który z neofitów, lub od nich pochodzący, na urzędzie jakowym, przez niewiadomość kondycyi i urodzenia, sobie konferowanym znajdował, lub dobra jakowe, dziedzictwem nabyte, czyli sposobem zastawnym posiadał, tedy zapozwany ad competens forum (do właściwego sądu), ma podlegać teraźniejszemu postanowieniu, dobra zaś, od czasu niniejszej ustawy, do lat dwóch szlachcie rodowitym sprzedać, a z dóbr zastawnych summy podnieść i z tychże dóbr ustąpić starał się, a to sub confiscatione bonorum et summarum per medium delatori, per medium fisco cedendorum, et cedendarum (pod konfiskatą dóbr i summ, w połowie delatorowi, w połowie skarbowi przyznać się mających). O co, forum Trybunałów i regestr deductionis nobilitatis (wywodzenia szlachectwa), tak w Koronie, jako i w W. X. L. naznaczamy.
Sejm koronacyjny 1764 nobilitował grupę czterdziestu ośmiu neofitów dystyngowańszych litewskich (protegowanych magnaterii Wielkiego Księstwa), wyłączając ich spod rygoru poprzedniej uchwały, i dozwolił, by Stanisław August Poniatowski dokonał w przeciągu roku nobilitacji dalszych 10 według swego uznania:
Oprócz tego, gdy Nam, Królowi, Stany Rzplitej, za takowąż powszechną zgodą tejże neofitów kondycyi, czyli od nich pochodzącym osobom, nie więcej jako dziesięciu, i to nie duchownego, lecz świeckiego stanu, bądź z Korony, bądź W.X.L., którychbyśmy takowego łaskawego naszego względu godnemi być uznali, praecisio similiter scartabellatu (bez ograniczeń skartabellatu), tymże klejnotem szlachectwa zaszczycić dozwoliły, My, Król, takowe przywileje najdalej w czasie roku całego pod nieważnością późniejszych lub nad liczbę wyrażoną danych przywilejów, tym osobom, z tychże naszych kancellaryj obojga Narodów, mocą niniejszej Konstytucyi wydać każemy.
Frank odradzał swym wyznawcom pożądanie dóbr i zaszczytów, sam dając przy tym zupełnie odmienny przykład.
Nadzieje katolików na prawowierność ochrzczonych frankistów okazały się płonne. Nie odstąpili oni od traktowania katolicyzmu jako etapu przejściowego do prawdziwej wiary. Wówczas uwięziono ich dużą część. Sam Frank przebywał początkowo w przymusowym odosobnieniu u kamedułów w Warszawie, a później na Jasnej Górze, gdzie w styczności z kultem Matki Boskiej modyfikował częściowo swe nauki. To wówczas ujrzał w obrazie Matki Boskiej Częstochowskiej uwięzioną Szechinę. Uwolnieni po I rozbiorze frankiści udali się częściowo z Frankiem na Morawy, a później do Offenbach koło Frankfurtu nad Menem. Na terenach tych zdobyli kolejnych zwolenników.
Pozostali w Polsce frankiści, w liczbie około 24 000, oczekiwali na przyjście obiecanego królestwa mesjańskiego, którego miejscem powstania miała być Polska. Po śmierci Jakuba Franka w 1791 roku ruch frankistów, pozbawiony charyzmatycznego przywódcy (roli tej nie potrafiła spełnić wyznaczona przez Franka jego córka Ewa), osłabł. Na początku XIX wieku większość z nich przyjęła katolicyzm. Ostatni około 1820 roku. Uważa się, że zasada żenienia się wyłącznie między sobą zaczęła być przez frankistowskie rodziny łamana około 1850 roku, a rozpoczęły ten proces rodziny Wołowskich i Szymanowskich.

## Znane osoby związane z frankizmem
- Jakub Józef Frank-Dobrucki (1726–1791) – twórca i przywódca sekty, rabin, działacz społeczno-polityczno-relijny, kabalista, alchemik, astrolog
- Jan Czyński (1801–1867) – prawnik, publicysta, działacz polityczny
- Moses Dobruška (1753–1794) – lider ruchu frankistowskiego, bankier, mason, różokrzyżowiec, kabalista, jakobin, pisarz, poeta, kuzyn Franka
- Antoni Jeziorański (1821–1882) – generał w powstaniu styczniowym.
- Jan Jeziorański (1835–1864) – członek władz powstania styczniowego, dyrektor Wydziału Komunikacji w Rządzie Narodowym
- Leon Kapliński (1824–1873) – malarz, działacz społeczny
- Jan Krysiński (1770–1837) – generał, uczestnik powstania kościuszkowskiego i listopadowego
- Ildefons Krysiński (1795–1870) – lekarz-psychiatra, uczestnik powstania listopadowego
- Jakub Walenty Lewiński (1792–1867) – generał, uczestnik powstania listopadowego
- Antoni Łabęcki (1773–1854) – adwokat, polityk, poseł na sejm
- Hieronim Hilary Łabęcki (1809–1862) – geolog, mineralog, leksykograf, uczestnik powstania listopadowego
- Piotr Naimski (ur. 1951) – biochemik, nauczyciel akademicki, polityk
- Maria Szymanowska (1789–1831) – pianistka i kompozytorka, teściowa Adama Mickiewicza

## Wydawnictwa
Ujęte w postać przypowieści i aforyzmów nauki religijne Franka, zostały spisane przez jego wyznawców w języku polskim w Brnie i Offenbach. Ostatnio zostały wydane w Polsce w roku 1996 – Rozmaite adnotacje, przypadki, czynności i anegdoty pańskie oraz w 1997 – Księga słów pańskich.